# 小科尔帕德
小科尔帕德（匈牙利語：Kiskorpád）是匈牙利绍莫吉州所辖的一个村。总面积16.95平方公里，总人口899，人口密度53.0人/平方公里（2011年1月1日）。